# Enrique Manuel-Rimbau Tomás
Enrique Manuel-Rimbau Tomás (Valls, 9 de juny de 1927 - Girona, 30 de gener de 2014) fou un advocat i polític català nascut a Valls i instal·lat de ben jove a Girona.

## Biografia
Llicenciat en dret per la Universitat de Saragossa i diplomat en direcció d'empreses. Exercí com a advocat a Girona i Figueres. Treballà com a cap del Servei de Recaptació de la Diputació de Girona. Ha estat vicepresident del Grup Excursionista i Esportiu Gironí (GEiEG).
Militant de Centristes de Catalunya-UCD, amb aquesta formació fou escollit tinent d'alcalde de l'ajuntament de Girona a les eleccions municipals espanyoles de 1979, diputat provincial de la Diputació de Girona i diputat a les eleccions al Parlament de Catalunya de 1980, en la que fou nomenat tercer i quart secretari del Parlament de Catalunya, secretari Primer de la Diputació Permanent, Diputat Interventor, Secretari Tercer de la Comissió de Reglament i Secretari Tercer de la Comissió de Govern Interior.
Després de l'ensulsiada de la UCD a nivell estatal, es retirà de la política el 1984. Ha col·laborat a la Revista de Girona. Va ser conseller delegat del Banc Industrial dels Pirineus, raó per la qual quan aquest banc va fer suspensió de pagaments el març de 1983 li foren embargats els béns juntament als d'altres consellers com els també diputats Higini Torras Majem i Josep Palau i Francàs.